# التوأم جمال
التوأم جمال أو "لين" و"ليز" هو الاسم الفني لأختين اشتهرتا كراقصتين في مصر في الخمسينيات والستينيات من القرن العشرين. وكانت الأسماء الحقيقية للأخوات هي هيلينا وبرثا ألبرت، وكانتا تخفيان أصولهما اليهودية. كانا معروفين باسم التوأم على الرغم من أن هيلينا كانت أكبر من بيرثا بسنتين.

## حياتهما
كان فيشر ألبرت، والد الأخوات، موسيقيًا من تشيرنوفيتش في بوكوفينا، النمسا والمجر، وانتقل إلى العاصمة فيينا، حيث كان عازف كمان في أوركسترا فيينا السيمفونية . وفي أواخر عشرينيات القرن العشرين، هاجر إلى الإسكندرية في مصر ، حيث تزوج جيني (جانين)، مغنية الأوبرا ، وهي ابنة مهاجرين يهود من أوروبا. ولدت ابنتهما هيلينا في عام 1930 وولدت ابنتهما بيرثا في عام 1932،في أعقاب الحرب العالمية الثانية، انتقلت العائلة إلى القاهرة. عندما كانت الأختان طفلتين، درستا الباليه والرقص الشرقي. بدأوا بالظهور في الأفلام، ومن بينها إلى جانب محمد عبد الوهاب وتحية كاريوكا . لقد ظهروا تحت أسماء فنية: ليلى ولمياء - وأيضا ليز ولين جمال. خلال جميع عروضهم.
ظهرت في العديد من البلدان، بما في ذلك سنغافورة ، الهند ، الصين ، اليابان ، الفلبين ، تركيا ، تايلاند ، كمبوديا وسريلانكا . وظهروا أيضًا في الفيلم الهندي "Yahudi Ki Ladki".
في نهاية عام 1957، عندما كانت الأختان تؤديان حفلة مع أحد الفنانين في الهند ، تلقيتا من والدهن يطلب منهما عدم العودة إلى مصر، بسبب الاشتباه في قيامهما بالتجسس، وانتقلا إلى الولايات المتحدة ، حيث استمرا في الأداء حتى زواجهما. وبعد أن تزوجا، بدأوا بتعليم الرقص الشرقي.
توفيت هيلينا في لونغ آيلاند في عام 1992 . توفيت بيرثا في ولاية كونيتيكت في عام 2016.
أرشيف التوأم جمال محفوظ في المكتبة الوطنية

## روابط خارجية
- עופר אדרת, הסוד המפתיע של שתי רקדניות הבטן המצריות, באתר הארץ, 27 ביוני 2018
- גיל וייסבלאי, התאומות ג'מאל במרתפי הספרייה הלאומית, בבלוג "הספרנים" של הספרייה הלאומית, יוני 2018
- תיאור פעילות אחיות ג'מאל